# Zhang Zhehan
Zhang Zhehan (chino simplificado: 张哲瀚; nacido el 11 de mayo de 1991) es un actor y cantante chino. Es conocido por sus papeles n Legend of Ban Shu , Demon Girl , Legend of Yunxi , The Blooms at Ruyi Pavilion and Word of Honor.

## Primeros Años
Zhang Zhe Han provenía de una pequeña localidad de la región de Jiangxi, fue la primera persona en su ciudad natal en aprobar el examen de ingreso a la Academia de Teatro de Shanghái (inglés: "Shanghai Theatre Academy") en la clase de teatro musical. 
La familia de Zhang Zhe Han es una familia tradicional, por lo que después de recibir el aviso de admisión, todos sus familiares se opusieron a que eligiera seguir el camino del arte. Sin embargo, gracias al aliento y apoyo de su madre, todavía estaba decidido a empacar e ir a Shanghái para perseguir su pasión por la actuación.

## Carrera
Fue miembro de la agencia "Pulin Production" desde el 20 hasta el 202119. Previamente formó parte de la agencia "Huanyu Film" (Yu Zheng Studio).
En 2010, hizo su debut como actor en el drama romántico Why Love You, en el que interpretó el papel de Xia Yanxi. A partir de ahí, ingresó al mundo del entretenimiento.
En 2012 participó en la película Haunting Love. En 2013, firmó un contrato con la agencia de Yun zheng y desempeñó el papel principal en la serie web de comedia Crazy for Palace y su secuela. En el 2015 interpretó a la versión joven del protagonista Lin Shu en el drama Nirvana in Fire. 
El 6 de octubre del 2015 se unió al elenco principal de la serie Legend of Ban Shu donde interpretó al frío y distante Wei Ying, un descendiente del general militar Wei Qing, que decide convertirse en un erudito en la academia del palacio y dejar su puesto como general luego de un accidente, hasta el final de la serie el 16 de octubre del mismo año. El 20 de junio del 2016 se unió al elenco de la serie Decoded (解密) donde interpretó a Han Bing, un experto francotirador que decide unirse a la altamente secreta Unidad 701 de la agencia de inteligencia china para vengar a la muerte de su padre, quien murió durante una misión. También ese mismo año coprotagonizó el drama de fantasía Demon Girl. El 25 de junio del 2018 se unió al elenco principal de la serie Legend of Yunxi junto a Ju Jingyi. La serie recibió mucha popularidad entre la audiencia por su historia alegre y dulce con ello haciendo que Zhang gané mayor popularidad y reconocimiento por su actuación como el protagonista masculino frío y distante. En el año 2019, lanzó su primer álbum en solitario "Light". El 1 de agosto se unió al elenco de la película The Bravest donde interpretó a Zheng Zhi, un miembro del escuadrón especial de bomberos y fue reconocido por la audiencia China por sus habilidades de actuación en el reality show de competencia de actuación Actors Please Take Your Place. Ese mismo año Zhang Zehan anunció en su página web personal de Weibo que había dejado la agencia de Yu Zheng y escribió un mensaje agradeciendo a su antigua agencia por darle la oportunidad de trabajar en la industria del entretenimiento y también por apoyarlo esos 6 años. El 16 de febrero del 2020 se unió al elenco principal de la serie Everyone Wants to Meet You donde dio vida a Zhang Min, el gerente general de un hotel de cinco estrellas, que se enamora de la alegre Luo Xi (Zhang Ruonan), hasta el final de la serie el 17 de marzo del mismo año.
El 21 de octubre del mismo año se unió al elenco principal de la serie The Blooms at Ruyi Pavilion donde interpretó a Xu Jin, el Príncipe Su, hasta el final de la serie el 3 de diciembre del mismo año.
El 22 de febrero de 2021 se unió al elenco principal de la serie Word of Honor (天涯客; también conocida como "Faraway Wanderers") que se basa en la novela BL Tian Ya Ke de Priest donde da vida a Zhou Zishu, un exlíder de "The Window of Heaven", quien renuncia a su puesto en busca de la libertad y descubre a su alma gemela en el proceso. En el drama cómico de suspenso Retro Detective, que aún no se ha emitido, interpretara el papel de Huang Wei Ping, un policía posterior a los 90.
En diciembre de 2022, Zhang regresó de un año de boicot doméstico con dos sencillos, "Melancholy Sunshine" y "Knight Errant", ambos alcanzando el número 1 en las listas mundiales de música de iTunes. El letrista y compositor de "Melancholy Sunshine" fue el compositor malasio Keon Chia ,  y Zhang ayudó a componer la letra de "Knight Errant".

## Boicot doméstico
El día 13 de agosto de 2021, aparecieron en la red unas fotos de Zhang posando en frente de unos cerezos en flor, cerca de Yasukuni Shrine en 2018 y de él atendiendo a una boda cerca del Nogi Shrine en 2019. Estos santuarios son polémicos en China debido a que honran a unos oficiales militares Japoneses que invadieron a China. En la boda, Zhang tomó también una foto con Dewi Sukarrno, quien fue etiquetada incorrectamente por usuarios Weibo como a “una mujer política de derecha y anti-China”. Las fotos desencadenaron indignación entre los internautas Chinos. Zhang publicó una disculpa, declarando: “Hoy, me disculpo profundamente por mi ignorancia pasada, mi deshonra y especialmente por mi impropia conducta del pasado. Atendí a la boda de unos amigos en Japón. Fue mi error, un descuido por no conocer el trasfondo histórico del sitio de la boda y los antecedentes politicos de los otros invitados. Cuando solía viajar por el mundo, me gustaba tomar fotos casualmente. Debido a la falta de comprensión con la arquitectura local y la historia, y al no preocuparme del contenido a la hora de tomar fotos, cuando las tomé resultó ser un contenido que ofendió profundamente a los sentimientos de mis compatriotas. Me disculpo solemnemente aquí, lo siento”. 
La Asociación China de Artes Escénicas (CAPA), una asociación de voluntarios compuesta por empresas de management y por miembros de la industria del entretenimiento, hizo un llamamiento para boicotear a Zhang, debido a sus polémicas fotos. Numerosos patrocinadores terminaron su relación con Zhang. Sus películas y programas televisivos venideros, también terminaron su relación con él; Tencent Video, Youku, iQIYI y Mango TV bajaron voluntariamente las obras de él de sus plataformas de streaming en China e incluso las escenas de la película 1921 fueron sustituidas por otro actor. Sina Weibo canceló su Super Topic y sus cuentas personales y las de su estudio se eliminaron de Douyin, Douban e otros sitos Chinos. QQ Music y NetEase Music quitaron las canciones de Zhang de sus plataformas musicales.
Li Xuezheng, el vicepresidente de la Asociación China de Artistas Televisivos y Director del Centro Televisivo Golden Shield, cuestionó la autoridad de la Asociación China de Artes Escénicas (CAPA) al emitir una lista negra de artistas, que incluye a Zhang. Li dice que Zhang no fue puesto en la lista negra por la National Radio and Television Administration (NRTA) ni por el Ministerio de Cultura y Turismo quien, razona Li, son las únicas autoridades competentes para poner en la lista negra a trabajadores de esta industria. De acuerdo con las normas de China, emitir un “anuncio de boicot” no está en el ámbito de los asuntos de CAPA. Li cuestionó quien recopiló esa lista, que criterio usaron y si finalmente CAPA tiene el poder legal para imponer sanciones en contra de influencers y performers de la red China. Li dijo que estaba preparado a ayudar a Zhang para anteponer una demanda judicial en contra de CAPA, ya que cree que Zhang en efecto no violó ninguna ley para que le censuraran. Luego, el 1 de enero de 2022, Li emitió en su página de Weibo una entrevista de 10 minutos con Zhang, siendo esta la primera vez que Zhang aparecía en una plataforma pública desde agosto del 2021. A lo largo de la entrevista, Zhang dijo que no había entrado ni visitado el Yasukuni Shrine y expresó su voluntad en ser investigado. También manifestó: “Tanto yo como mi madre hemos caído en un estado de pánico. No me atrevo a salir de casa y empiezo incluso a dudar de mi mismo. He sido siempre muy patriótico pero de repente, después del incidente, la gente me está llamando traidor. Incluso llaman a mi madre concubina de un Japonés y han insultado a mi padre, que falleció en el 2016. He estado viviendo en el miedo y no me atrevo a salir en publico.” Las acusaciones de que Zhang haya visitado el Yasukuni Shrine en Japón y tomado fotos con una mujer política anti-China son probablemente inventadas. 
En diciembre del 2021, Zhang presentó una denuncia a la policía de Beijing por difamación en línea.
En abril de 2022, Zhang retornó a los social media y publicó una carta manuscrita en su cuenta de Instagram, agradeciendo a sus seguidores y pidiendo a los que leyeran esa carta, evitar hacer daño a su familia y amigos. También escribió que él y la otra estrella de la serie Word of Honor no han tenido ningún contacto desde junio de 2021. En un video siguiente, afirmó que su ex-colega había estado usando sin permiso en sus promociones, unos elementos relacionados con Zhang. Este video y las publicaciones siguientes, causaron que unos cuantos fanes reportaran su cuenta como deep fake (falsificada), debido a su continuada creencia de que los dos actores estuvieran secretamente en una relación romántica del mismo sexo, a pesar de la clarificación de Zhang de que no fuera así. Aunque Zhang no lo nombrara directamente, la prensa publicó que sus posts implicaban al equipo de mercadeo de su co-star Gong Jun como los que están capitalizando sobre el fandom shipping de los dos, mientras Zhang fue "cancelado". En el mismo video, Zhang reveló que fuentes externas se están “gastando mucho dinero creando falsos rumores sobre la posición política de un ciudadano patriótico, editando paginas de Baidu, trabajando con influencers sociales y usando un gran contingente de Ejercito del Agua de Internet para influenciar los medios.” 

## Filmografía

### Series de televisión
| Año         | Título                                  | Personaje            | Notas                       |
| ----------- | --------------------------------------- | -------------------- | --------------------------- |
| TBA         | The Song of Beidou Nanji (北斗南箕之歌) | Gu Zhijun            | [ 9 ]                       |
| TBA         | Zhaoge                                  | Ji Fa / Ji Kao       |                             |
| TBA         | The Second Sight Fall in Love           | Yang Jingyi          |                             |
| TBA         | Retro Detective                         | Huang Weiping        |                             |
| 2023        | Castle in The Time                      | Gu Zhijun            | 38 episodios                |
| 2021        | Word of Honor                           | Zhou Zishu           | 36 episodios + 1 especial   |
| 2020        | The Blooms at Ruyi Pavilion             | Xu Jin (Príncipe Su) | 40 episodios + 4 especiales |
| 2020        | Everyone Wants to Meet You              | Zhang Min            | 36 episodios                |
| 2018        | Legend of Yunxi                         | Long Feiye           | 50 episodios                |
| 2017        | Above the Clouds                        | Ke Luo               |                             |
| 2016 - 2017 | Demon Girl 2                            | Ming Xia             | 20 episodios                |
| 2016        | Memory Lost                             | Joven del Sueño      | (cameo)                     |
| 2016        | Happy Mitan                             | Dian Xiao'er         | (cameo)                     |
| 2016        | Demon Girl                              | Ming Xia             | 20 episodios                |
| 2016        | Decoded                                 | Han Bing             | 41 episodios                |
| 2016        | ACG Hero                                | Zhang Wei            |                             |
| 2015        | Legend of Ban Shu                       | Wei Ying             | 42 episodios                |
| 2015        | Nirvana in Fire                         | Lin Shu (de joven)   |                             |
| 2015        | Love Yunge from the Desert              | Príncipe Liu Xu      |                             |
| 2014 - 2015 | Crazy for Palace 2                      | Gong Hao             | 12 episodios                |
| 2014        | The Romance of the Condor Heroes        | Yelü Qi              |                             |
| 2014        | Cosmetology High                        | Pei Yuntian          |                             |
| 2014        | Incisive Great Teacher                  | Jin Renbin           |                             |
| 2014        | Palace 3: The Lost Daughter             | Sun Heli             |                             |
| 2013        | Crazy for Palace                        | Xiao Hao             | 9 episodios                 |
| 2010        | Why Love You                            | Xia Yanxi            |                             |

### Películas
| Año  | Título                       | Personaje    | Notas                                                                     |
| ---- | ---------------------------- | ------------ | ------------------------------------------------------------------------- |
| TBA  | Love Story                   | Qin Mo       | junto a Chutimon Chuengcharoensukying                                     |
| 2024 | August                       | el mismo     |                                                                           |
| 2021 | 1921                         | Xiao Zisheng | Invitado                                                                  |
| 2019 | The Bravest                  | Zheng Zhi    | junto a Huang Xiaoming, Du Jiang, Tan Zhuo, Oho Ou, Yang Zi y Gu Jiacheng |
| 2012 | Haunting Love                | Li Mingyan   | junto a Mingle Lin, Jeana Ho, Yi Cheng, Anna Key y Yu Li                  |
| 2012 | Eager to Create (为渴望而创) | Ah Le        | junto a Han Geng, Yang Mi, Liu Mengmeng y Lee Kin-yan                     |
| 2011 | Love For Hope (爱缤纷)       | Zou Xiang    |                                                                           |
| 2011 | Ni Shi Hen Mei (逆时·恒美)   | Xiao Zhi     |                                                                           |

### Cortometraje
| Año  | Título             | Personaje | Notas                                                                        | Red     |
| ---- | ------------------ | --------- | ---------------------------------------------------------------------------- | ------- |
| 2019 | Brother            | Wang Yue  | junto a Wang Wilson y Wang Zhi                                               | Tencent |
| 2019 | Mian Ju            | Xiao Fei  | junto a Cherry Ngan, Yao Chen y Xing Fei                                     | Tencent |
| 2019 | Mi fang            | Xiao Fei  | junto a Wang Wilson, Tianyang Zhang, Xiaoyun Chen, Mucheng Guo y Cherry Ngan | Tencent |
| 2019 | Chang dao bing cha | Xiao Fei  | junto a Xing Fei, Wang Wilson y Xinying Zhang                                | Tencent |

### Programas de variedades
| Año        | Título                                        | Notas                                                                    |
| ---------- | --------------------------------------------- | ------------------------------------------------------------------------ |
| 2021       | Youth Periplous Season 3                      | invitado                                                                 |
| 2021       | The Final Winner                              | miembro                                                                  |
| 2021       | Keep Running Season 9                         | invitado                                                                 |
| 2021       | Back to Field: S5                             | invitado                                                                 |
| 2021       | Ace Actress                                   | (ep. #1-2) - invitado                                                    |
| 2021       | Ace vs Ace Season 6                           | invitado                                                                 |
| 2020       | Ace vs Ace Season 5                           | invitado                                                                 |
| 2019       | Actors Please Take Your Place - 10 to 9 Years | miembro                                                                  |
| 2018, 2021 | Happy Camp                                    | 4 episodios (2018/09/011, 2018/11/17, 2021/04/03, 2021/06/12) - invitado |
| 2018       | Give Me Five 2                                | (ep. #2-3) - invitado                                                    |
| 2017       | Beat the Champions (来吧冠军)                 |                                                                          |
| 2016       | The Amazing Race China S3                     | (ep. #1-5) - miembro - junto a Zhang Sifan                               |
| 2015       | China and South Korea Dream Team (中韩梦之队) | (ep. #1-3, 5, 7-10) - miembro                                            |
| 2015       | Slam Dunk                                     |                                                                          |
| 2015       | Big Card vs. Ace                              |                                                                          |
| 2014       | The Generation Show (年代秀)                  |                                                                          |
| 2014       | News Party                                    |                                                                          |
| 2014       | Laugh Out Loud (我们都爱笑)                   |                                                                          |
| 2010       | Good Man                                      | 2 episodios                                                              |
| 2010       | 青椒与红椒                                    |                                                                          |
| 2009       | Let's Go! Dream Team Season 2                 | (ep. #300-302)                                                           |

## Endosos
| Año  | Título                               | Notas                                                                     |
| ---- | ------------------------------------ | ------------------------------------------------------------------------- |
| 2018 | Sulwhasoo                            | Amigo de la marca                                                         |
| 2020 | Rossini                              | Promotor estrella oficial de la marca                                     |
| 2020 | Mentholatum                          | Embajador de la marca                                                     |
| 2021 | One Leaf                             | Portavoz fresco                                                           |
| 2021 | Elizabeth Arden                      | Embajador del cuidado de la piel, portavoz de la marca actualización 5.11 |
| 2021 | Wahaha Nutrition Express             | Portavoz de Vainilla Cream                                                |
| 2021 | Sensodyne                            | Embajador de la marca                                                     |
| 2021 | LANVIN                               | Promoción, embajador de marca actualización 5.20                          |
| 2021 | MAYBELLINE                           | Portavoz del maquillaje                                                   |
| 2021 | PANDORA                              | Embajador de la marca                                                     |
| 2021 | Joyoung                              | Embajador de la marca                                                     |
| 2021 | Ariel                                | Embajador de la marca                                                     |
| 2021 | Living Proof                         | Embajador de la marca                                                     |
| 2021 | Clinique                             | Embajador de la Región Asia Pacífico                                      |
| 2021 | COSTA                                | Portavoz de la marca HOMME                                                |
| 2021 | NIVEA                                | Portavoz del protector solar facial                                       |
| 2021 | Xu FuJi                              | Portavoz de la marca Sachima                                              |
| 2021 | Longines                             | Amigo de la marca                                                         |
| 2021 | Herbal Flavor                        | Embajador de la marca                                                     |
| 2021 | AHAVA                                | Portavoz de guardamanos                                                   |
| 2021 | Mercury Home Textiles                | Portavoz de trendy life                                                   |
| 2021 | Anker                                | Embajador de la marca                                                     |
| 2021 | KIMTRUE                              | Portavoz de un desmaquillador                                             |
| 2021 | JBL                                  | Portavoz de la marca                                                      |
| 2021 | Yanjing Snow Deer                    | Portavoz de la marca de cervesa                                           |
| 2021 | Taobao                               | Oficial de energía oficial de Tabao,Embajador de Shoppin Energy           |
| 2021 | Fantasy New Jade Dynasty Mobile Game | Portavoz de la marca                                                      |
| 2021 | Coca-Cola                            | Embajador de la marca                                                     |
| 2021 | Pretz                                | Portavoz                                                                  |
| 2021 | TASAKI                               | Embajador de la marca                                                     |
| 2021 | ELEME                                | Promotor de la marca                                                      |
| 2021 | 植选植物奶                           | Promotor de la marca                                                      |
| 2021 | GIORGIO ARMANI                       | Promotor de base líquida Power Fabric                                     |
| 2021 | TOM FORD                             | Promotor del Lip Lacquer Luxe (03LARK)                                    |
| 2021 | Baicaowei                            | Embajador de la marca                                                     |

## Discografía

### Singles
| Año  | Canción                                     | Álbum                              | Notas                                                                                 |
| ---- | ------------------------------------------- | ---------------------------------- | ------------------------------------------------------------------------------------- |
| 2013 | Women's Heart (女人心)                      | OST de "Crazy for Palace"          |                                                                                       |
| 2015 | Graceful (惊鸿)                             | OST de "Legend of Ban Shu"         |                                                                                       |
| 2017 | Invincible (天下无敌)                       | OST de "Above the Clouds"          |                                                                                       |
| 2018 | Sighs of Yunxi                              | OST de "Legend of Yunxi"           | Bonus Soundtrack (Solo) con Ju Jingyi                                                 |
| 2019 | Starry Sea (星辰大海)                       | Sencillo sin álbum                 | Para el proyecto de actores jóvenes de China Movie Channel con otros 31 actores       |
| 2020 | Singing on a Clear Sky (在晴朗的日子裡歌唱) | Sencillo sin álbum                 | con Meng Huiyuan, Rae Xie, Chen Yihan, Jiang Mingxi, Sauce, Jun Sheng, Jazz Mei & Leo |
| 2020 | Kung Fu (功夫)                              | Sencillo sin álbum                 |                                                                                       |
| 2021 | Faraway Wanderers (天涯客)                  | OST de "Word Of Honor"             | con Gong Jun                                                                          |
| 2021 | Lonely Dream (孤梦)                         | OST de "Word Of Honor"             |                                                                                       |
| 2021 | Heart Towards the Sun (心若向阳)            | Sencillo sin álbum                 |                                                                                       |
| 2021 | Surround (環繞)                             | Sencillo sin álbum                 | Lanzado el 8 de mayo de 2021 como sencillo del cumpleaños N°30 de Zhang Zhehan        |
| 2021 | The Ferris Wheel is a fool (摩天轮是傻)     | OST de "The day We Lit Up The Sky" | con Curley G                                                                          |
| 2021 | The Red Boat (红船)                         | OST de "The Red Boat"              |                                                                                       |

### Álbum
| Año         | Título                  | Canciones | Notas |
| ----------- | ----------------------- | --- | --- |
| 2019        | "Light" (光)            | 1. Light (光) 2. Turn Around (转身) 3. Shanghai's Rain (上海的雨) | Light - letra de Zhang Zhehan Turn Around - letra de Zhang Zhehan Shanghai's Rain: melodía de Zhang Zhehan |
| 2020        | "Another Me" (我遇见我) | 1. Another Me (我遇见我) 2. We have a deal (说好了) 3. Don't Say (不说) | We have a deal- letra de Zhang Zhehan y Yang Mohan Don't Say - letra de Zhang Zhehan                       |
| 2022 - 2023 | Deep Blue               | 1. Melancholy Sunshine (憂傷的晴朗) 2. Knight Errant (遊俠) 3. Journey (途) 4. Primordial Theater (洪荒劇場) 5. Lost Glacier (冰川消失那天) 6. Magnificent Life (人生海海) 7. Stars Light You Up (变成星星照亮你) | |
| 2023 - 2024 | Datura                  | 1. Datura (曼陀羅) 2. Believer (信者) 3. Moonlight (月夜的名) 4. Time to Leave (馬上就離開) 5. Unfinished Journey (未完成的旅行) 6. Pressure (迫) 7. Chase (追) 8. Bad (壞) 9. No.1 Player (頭號玩家)             | |
| 2024 - 2025 | Scavenger               | 1. Can You Hear Me (聑) 2. Unchained (無礙) 3. Going Off (了) 4. 90s 5. Next (慢走不送) 6. Lost in London 7. Earth Stranger (地球陌生人) 8. WU                                                                    | |

### Actuaciones escénicas
| Fecha               | Título                                                                       | Título Chino             | Evento                  | Notas                         |
| ------------------- | ---------------------------------------------------------------------------- | ------------------------ | ----------------------- | ----------------------------- |
| 11 de mayo de 2021  | Cumpleaños Fanmeet Live                                                      | 生日 粉丝 见面 会        | Douyin en vivo          | Enlace de transmisión en vivo |
| 21 de mayo de 2021  | Interpretó Wu Ti (Untitled), Huanrao (Surround), Love Curse & ChaCha of Love | 唱了四首歌（两个二重唱） | Viya Streaming Carnival | Zhang Zhehan Cut              |
| 12 de junio de 2021 | A Love Letter to Filmmakers                                                  | 给电影人的情书           | Weibo Night Awards      | Enlace de canción             |
| 15 de junio de 2021 | Interpretó Unbreakable Love & Surround (Huanrao)                             | 永不失联 的爱，环绕      | 616 True Heart Night    | Enlace de interpretación      |

## Conciertos
| Año  | Título                                                 | Título Chino         | Notas                           | Red   |
| ---- | ------------------------------------------------------ | -------------------- | ------------------------------- | ----- |
| 2021 | Concierto temático Word of Honor: Born to Be Soulmates | 山河令生来知己演唱会 | Suzhou (3 y 4 de mayo)          | Youku |
| 2020 | Primer mini concierto                                  | 首场 小型 音乐会     | Beijing (18 de octubre de 2020) |       |

## Premios y nominaciones
| Año  | Premiación                              | Categoría                                    | Resultado |
| ---- | --------------------------------------- | -------------------------------------------- | --------- |
| 2018 | Uno Young Awards                        | Actor potencial anual                        | Ganador   |
| 2019 | Actors Please Take Your Place (TV Show) | Actor más reconocido por la audiencia        | Ganador   |
| 2019 | Cadillac Weibo Movie Night Awards       | El nuevo poder más esperado en las películas | Ganador   |
| 2020 | Weibo Night Awards 2019                 | Artista Emergente del Año                    | Ganador   |
| 2021 | Weibo Movie Night Awards                | Actor más visto / seguido del año            | Ganador   |